# Giuseppe Federico Guglielmo di Hohenzollern-Hechingen
Giuseppe Federico Guglielmo di Hohenzollern-Hechingen (Hechingen, 12 novembre 1717 – Hechingen, 9 aprile 1798) è stato principe di Hohenzollern-Hechingen dal 1750 fino alla sua morte.

## Biografia
Giuseppe Federico Guglielmo, era figlio del principe Ermanno Federico di Hohenzollern-Hechingen e di sua moglie, Giuseppa di Oettingen zu Spielberg.
Ufficiale al servizio imperiale, divenne principe nel 1750, dato che il suo predecessore, nonché suo primo cugino, Federico Luigi, non aveva contratto matrimonio e di conseguenza non aveva potuto dare un erede alla casata degli Hohenzollern-Hechingen. Nello stesso anno il neo Principe Giuseppe aveva sposato la diciottenne figlia ereditaria del Principe Folco di Cardona, che morì dopo soli tre mesi di matrimonio e il suo intero patrimonio, compresa Cardona, era passato agli Hohenzollern-Hechingen.
Nel 1751 Giuseppe Federico Guglielmo sposò la Contessa Maria Teresa di Waldburg-Zeil, che gli diede sei figli, dei quali solo la figlia minore raggiunse l'età adulta.
Il Principe Giuseppe fu un fervente sostenitore del teatro, della bella vita, della caccia e dei viaggi. Nel 1764 mentre era impegnato in una gita, conobbe Friedrich Wilhelm von Steuben, un capitano al servizio dell'armata prussiana che si era dimesso dal proprio incarico dopo la guerra, e che trascorrerà i successivi dodici anni al servizio di Giuseppe Federico Guglielmo per poi giocare un ruolo fondamentale nella Guerra d'indipendenza americana a fianco di George Washington come Ispettore Generale e supervisore dell'armata americana.
Negli anni successivi, come immagine di monarca illuminato, Giuseppe Federico Guglielmo introdusse una prima scuola pubblica nello stato e nel 1775 vi introdusse anche una scuola superiore, una scuola di latino e ridusse, contro la resistenza della popolazione, i giorni di festa imposti dalla chiesa. Si mostrò tollerante con protestanti ed ebrei.
Anche nell'ambito a favore della chiesa si distinse nel 1764 quando, avendo conosciuto a Strasburgo il rinomato architetto francese Pierre Michel d'Ixnard, dopo poco tempo gli propose di lavorare per suo conto alla ristrutturazione della nuova chiesa di Sigmaringen.
Giuseppe Federico Guglielmo morì il 9 aprile 1798 dopo ben 48 anni di governo sul principato di Hohenzollern-Hechingen. Non avendo lasciato eredi maschi, il governo dell'area passò a suo nipote, il Principe Ermanno Federico Ottone.

## Ascendenza
|                                                               |                                           |                                                        | Genitori                                              |  |  | Nonni |  |  | Bisnonni                                   |  |  | Trisnonni                                  |  |
|                                                               |                                           |                                                        |                                                       |  |  |       |  |  | Giovanni Giorgio di Hohenzollern-Hechingen |  |  | Eitel Federico I di Hohenzollern-Hechingen |  |
|                                                               |                                           |                                                        |                                                       |  |  |       |  |  | Giovanni Giorgio di Hohenzollern-Hechingen |  |  | Eitel Federico I di Hohenzollern-Hechingen |  |
|                                                               |                                           | Sibilla di Zimmern                                     |                                                       |  |  |       |  |  | Giovanni Giorgio di Hohenzollern-Hechingen |  |  |                                            |  |
| Filippo di Hohenzollern-Hechingen                             |                                           |                                                        |                                                       |  |  |       |  |  | Giovanni Giorgio di Hohenzollern-Hechingen |  |  |                                            |  |
|                                                               |                                           | Francesca di Salm-Neufville                            | Federico I di Salm-Neufville                          |  |  |       |  |  |                                            |  |  |                                            |  |
|                                                               |                                           | Francesca di Salm-Neufville                            | Federico I di Salm-Neufville                          |  |  |       |  |  |                                            |  |  |                                            |  |
|                                                               |                                           | Francesca di Salm-Neufville                            | Francesca di Salm                                     |  |  |       |  |  |                                            |  |  |                                            |  |
| Ermanno Federico di Hohenzollern-Hechingen                    |                                           | Francesca di Salm-Neufville                            |                                                       |  |  |       |  |  |                                            |  |  |                                            |  |
|                                                               |                                           | Enrico di Berg ’s-Heerenberg                           | Guglielmo di Berg ’s-Heerenberg                       |  |  |       |  |  |                                            |  |  |                                            |  |
|                                                               |                                           | Enrico di Berg ’s-Heerenberg                           | Guglielmo di Berg ’s-Heerenberg                       |  |  |       |  |  |                                            |  |  |                                            |  |
|                                                               |                                           | Enrico di Berg ’s-Heerenberg                           | Maria di Nassau-Dillenburg                            |  |  |       |  |  |                                            |  |  |                                            |  |
| Maria Elisabetta di Berg ’s-Heerenberg                        |                                           | Enrico di Berg ’s-Heerenberg                           |                                                       |  |  |       |  |  |                                            |  |  |                                            |  |
|                                                               |                                           | Erbin di Bergen op Zoom                                | …                                                     |  |  |       |  |  |                                            |  |  |                                            |  |
|                                                               |                                           | Erbin di Bergen op Zoom                                | …                                                     |  |  |       |  |  |                                            |  |  |                                            |  |
|                                                               |                                           | Erbin di Bergen op Zoom                                | …                                                     |  |  |       |  |  |                                            |  |  |                                            |  |
| Giuseppe Federico Guglielmo di Hohenzollern-Hechingen         |                                           | Erbin di Bergen op Zoom                                |                                                       |  |  |       |  |  |                                            |  |  |                                            |  |
|                                                               | Giovanni Francesco di Oettingen-Spielberg | Giovanni Alberto di Oettingen-Spielberg                |                                                       |  |  |       |  |  |                                            |  |  |                                            |  |
|                                                               | Giovanni Francesco di Oettingen-Spielberg | Giovanni Alberto di Oettingen-Spielberg                |                                                       |  |  |       |  |  |                                            |  |  |                                            |  |
|                                                               | Giovanni Francesco di Oettingen-Spielberg | Maria Gertrud Marschall von Pappenheim                 |                                                       |  |  |       |  |  |                                            |  |  |                                            |  |
| Francesco Alberto di Oettingen-Spielberg                      | Giovanni Francesco di Oettingen-Spielberg |                                                        |                                                       |  |  |       |  |  |                                            |  |  |                                            |  |
|                                                               |                                           | Ludovica Rosalia Attems                                | Giovanni Giacomo Attems                               |  |  |       |  |  |                                            |  |  |                                            |  |
|                                                               |                                           | Ludovica Rosalia Attems                                | Giovanni Giacomo Attems                               |  |  |       |  |  |                                            |  |  |                                            |  |
|                                                               |                                           | Ludovica Rosalia Attems                                | Judith Maria von Tattenbach                           |  |  |       |  |  |                                            |  |  |                                            |  |
| Giuseppa di Oettingen-Spielberg                               |                                           | Ludovica Rosalia Attems                                |                                                       |  |  |       |  |  |                                            |  |  |                                            |  |
|                                                               |                                           | Franz Ignaz von Schwendi zu Hohenlandsberg und Camberg | Maximilian von Schwendi zu Hohenlandsberg und Camberg |  |  |       |  |  |                                            |  |  |                                            |  |
|                                                               |                                           | Franz Ignaz von Schwendi zu Hohenlandsberg und Camberg | Maximilian von Schwendi zu Hohenlandsberg und Camberg |  |  |       |  |  |                                            |  |  |                                            |  |
|                                                               |                                           | Franz Ignaz von Schwendi zu Hohenlandsberg und Camberg | Marie Helene von Leonrod                              |  |  |       |  |  |                                            |  |  |                                            |  |
| Johanna Margarethe von Schwendi zu Hohenlandsberg und Camberg |                                           | Franz Ignaz von Schwendi zu Hohenlandsberg und Camberg |                                                       |  |  |       |  |  |                                            |  |  |                                            |  |
|                                                               |                                           | Maria Margarete Fugger zu Kirchberg und Weissenhorn    | Christoph Rudolf Fugger                               |  |  |       |  |  |                                            |  |  |                                            |  |
|                                                               |                                           | Maria Margarete Fugger zu Kirchberg und Weissenhorn    | Christoph Rudolf Fugger                               |  |  |       |  |  |                                            |  |  |                                            |  |
|                                                               |                                           | Maria Margarete Fugger zu Kirchberg und Weissenhorn    | Maria Anna Antonia Walburga von Montfort              |  |  |       |  |  |                                            |  |  |                                            |  |
|                                                               |                                           | Maria Margarete Fugger zu Kirchberg und Weissenhorn    |                                                       |  |  |       |  |  |                                            |  |  |                                            |  |